# Irene MacDonald
Irene MacDonald (Hamilton (Ontario), Canadá, 22 de noviembre de 1931-20 de junio de 2002) fue una clavadista o saltadora de trampolín canadiense especializada en trampolín de 3 metros, donde consiguió ser medallista de bronce olímpica en 1956.

## Carrera deportiva
En los Juegos Olímpicos de 1956 celebrados en Melbourne (Australia) ganó la medalla de bronce en los saltos desde el trampolín de 3 metros, con una puntuación de 121 puntos, tras las saltadoras estadounidenses Patricia McCormick y Jeanne Stunyo (plata con 125 puntos).